# Yuria Hidaka
Pour les articles homonymes, voir Hidaka.
Yuria Hidaka (日高 ゆりあ, Hidaka Yuria), née le 4 septembre 1983 dans la préfecture de Kanagawa, est une actrice pornographique japonaise.

## Filmographie
- 2012 Reipu zonbi: Lust of the dead
- 2011 Inbi kairakuen: Kanjite
- 2010 Sukebe na juumin: Hirumo yorumo hatsujouchuu
- 2010 Mibounin sentou: Oppai no jikan desuyo!
- 2010 Ijou taiken: Ijikuri hentaijiru
- 2010 Yokubou no sakaba: Nure niyou iro onna
- 2009 Hitozuma chijou: Shitoyakana seikou
- 2009 Ecchi na juban: Nure kuruu futomomo
- 2009 Honban ôdishon: Yarareppanashi
- 2008 CA hatsujô furaito: Koshifuri ecchi kiryû
- 2008 Chikan no tesabaki: Sukebe bijo no aegigao
- 2008 Mibôjin minshuku: Minetsunyû shippori
- 2008 Yôjo densetsu Seirên X: Mashô no yûwaku
- 2008 Hanjuku baishû: Ito hiku aijiru
- 2007 Joshikyôei hanrangun : Sayaka
- 2007 Yûwaku: Atashi wo tabete
- 2007 Konzen zen'ya: Hanayome wa mesu ni naru
- 2006 Rentaru oneesan: Yokubou kaseifu
- 2006 Bishimai rezu: Bichû n hi ni...